# Víctor Álvarez
Víctor Álvarez Delgado (* 14. März 1993 in Barcelona) ist ein spanischer Fußballspieler. Seit 2010 spielt er für Espanyol Barcelona in der spanischen ersten Liga.

## Karriere
Álvarez begann seine Karriere beim FC Barcelona. 2007 wechselte er zu Espanyol Barcelona. Sein Profidebüt gab er am 27. Spieltag 2010/11 gegen die UD Levante.